# Плацентарный лактоген
Плацентарный лактоген, или плацентарный соматомаммотропин — особый пептидный гормон, производимый только плацентой плода во время беременности.
Плацентарный лактоген очень близок по аминокислотной последовательности, почти гомологичен, соматотропному гормону передней доли гипофиза и пролактину. Он обладает как соматотропными, так и лактотропными (пролактиноподобными) свойствами. При этом лактогенная активность плацентарного лактогена значительно выше, чем у гипофизарного пролактина. 
Плацентарный лактоген играет важную роль в созревании и развитии молочных желёз во время беременности и в их подготовке к лактации. Кроме того, плацентарный лактоген, подобно пролактину, поддерживает работу жёлтого тела яичников во время беременности, способствует повышению секреции жёлтым телом прогестерона.